# Blæksprutten Paul
Blæksprutten Paul (2008 – 26. oktober 2010) var en blæksprutte af arten Octopus vulgaris, som levede i det offentlige akvarium Sea Life i Oberhausen, Tyskland. Paul, der blandt andet blev omtalt som en synsk blæksprutte eller som et orakel, var berømt for sine evner til at forudsige resultaterne af fodboldkampe, som Tysklands fodboldlandshold spillede, hvilket han blandt andet gjorde ved Europamesterskabet i fodbold 2008 og VM i fodbold 2010. Forudsigelserne blev foretaget ved, at dyrepasseren foran Paul lagde to muslinger i kasser med flag, svarende til de to lande, der skulle mødes i en kamp. Vinderen af kampen mellem de to lande ville så blive den, hvis flag var på kassen med den første musling, som han åd.

## VM i fodbold 2010
Ved VM i fodbold 2010 lykkedes det for Paul at tippe rigtigt på resultatet af alle syv kampe, som Tyskland spillede. Ved Tysklands semifinalekamp mod Spanien tippede Paul på en sejr til Spanien, hvilket han gjorde med succes, idet Spanien slog Tyskland 1-0.
Det lykkedes også for Paul at gætte rigtigt på vinderen af VM-finalen, idet han gættede på Spanien, som vandt 1-0 over Holland, efter et mål i den forlængede spilletid af Andrés Iniesta.

## Død
Paul døde i akvariet i Oberhausen den 26. oktober 2010. Ifølge akvarieleder Stefan Porwoll døde han af naturlige årsager.